# Anomis flava
Anomis flava is een vlinder uit de familie van de spinneruilen (Erebidae). De wetenschappelijke naam van de soort is voor het eerst geldig gepubliceerd in 1775 door Fabricius.
Deze nachtvlinder komt voor in Europa.